# Podział administracyjny Kościoła katolickiego w Urugwaju
Podział administracyjny Kościoła katolickiego w Urugwaju – w ramach Kościoła katolickiego w Urugwaju funkcjonuje obecnie jedna metropolia, w której skład wchodzi jedna archidiecezja i dziewięć diecezji. 
Jednostki administracyjne Kościoła katolickiego obrządku łacińskiego w Urugwaju:

## Metropolia Montevideo
- Archidiecezja Montevideo
- Diecezja Canelones
- Diecezja Florida
- Diecezja Maldonado-Punta del Este-Minas
- Diecezja Melo
- Diecezja Mercedes
- Diecezja Salto
- Diecezja San José de Mayo
- Diecezja Tacuarembó